# Hashimoto (miasto)
Hashimoto (jap. 橋本市 Hashimoto-shi) – miasto w Japonii, na wyspie Honsiu, w prefekturze Wakayama.

## Położenie
Miasto leży w północnej części prefektury nad rzeką Kino. Hashimoto graniczy z miastami:
- Kawachinagano w prefekturze Osaka;
- Gojō w prefekturze Nara.

## Historia
Hashimoto powstało 1 stycznia 1955 z połączenia miasteczka Hashimoto i pięciu wsi.
1 marca 2006 do miasta zostało przyłączone miasteczko Koyaguchi.

## Miasta partnerskie
- Stany Zjednoczone: Rohnert Park